# Can Canal (Toses)
Can Canal és mas proper al nucli de Nevà catalogat a l'Inventari del Patrimoni Arquitectònic de Catalunya. El poble de Navà és l'únic que es troba a la banda oposada a la vall o pendent nord. El poblet presideix una vall gerda, a 1.207 m d'alçada. Una pista d'uns 4 km l'uneix amb Planoles. Històricament estigué sempre unit a Toses, però gaudia d'autonomia parroquial plena, i és d'un origen tan antic com Toses.
Can Canal Neix a la història l'any 839 amb el nom de Neuano. L'any 1207 el senyor d'aquest poble, Huc de Navà, feia jurament feudal a Ramon de Ribes pels castells del turó de Segura i de la vall de Ribes. La galeria de Cal Canal construïda de fusta i pissarra, sobre la façana d'acabament horitzontal - encara que reconstruïda- és una mostra d'un element adoptat singularment en altres masos que el temps ha fet desaparèixer. El llenguatge rudimentari del parament de pedra és recobert per l'arrebossat emprat de forma ornamental. (Text Pere Solá).